# Agostino Di Stefano Genova
Agostino Di Stefano Genova (Palermo, 26 febbraio 1904 – 11 settembre 1984) è stato un politico italiano.
Fu deputato unicamente nella seconda legislatura per le file del Movimento Sociale Italiano.